# محمد انصاری
محمد انصاری (زادهٔ ۱ مهر ۱۳۷۰) بازیکن سابق فوتبال اهل ایران است که در پست مدافع بازی می‌کرد.وی در تاریخ ۱۹ خرداد سال ۱۴۰۲ از دنیای فوتبال خداحافظی کرد.

## دوران باشگاهی

### فجر سپاسی
وی سابقه عضویت در تیم فجر سپاسی را دارد؛ او در کل ۲۲ بازی رسمی برای این تیم به‌میدان رفته و ۱ گل هم زده‌است.

### شهرداری تبریز
او در ۲۰ بازی رسمی برای باشگاه فوتبال شهرداری تبریز حضور داشته‌است.

### پرسپولیس

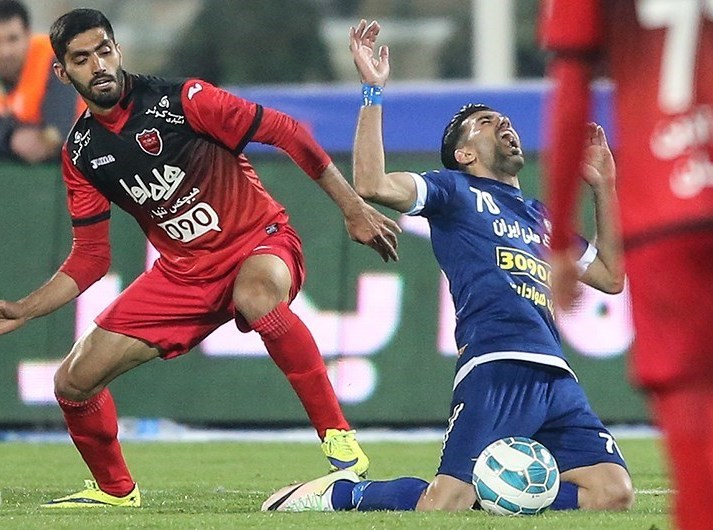
انصاری در بازی پرسپولیس و استقلال خوزستان در سال ۱۳۹۵

وی در ۲۲ تیر ۹۴ به‌عنوان بازیکن آزمایشی در تمرینات پرسپولیس شرکت کرد و پس از یک هفته تمرین کردن توانست نظر برانکو ایوانکوویچ و کادر فنی پرسپولیس را جلب کند و در ۲۹ تیر ماه ۹۴ با قراردادی دو ساله به باشگاه فوتبال پرسپولیس پیوست. پس از پایان اولین فصل حضور در پرسپولیس به عنوان مرد اخلاق لیگ برتر فوتبال ایران انتخاب شد. درحالی که برخی رسانه‌ها مبلغ قرارداد او را با پرسپولیس کم و باورنکردنی می‌دانستند، محمد انصاری که با پیشنهاد افزایش قرارداد از ۲۴۰ میلیون تومان به ۵۰۰ میلیون تومان به دلیل درخشش و رد پیشنهاد خارجی روبرو شده بود، این پیشنهاد را رد کرد. او ابتدا در پرسپولیس در پست دفاع چپ به‌میدان رفت اما برانکو او را برای پست دفاع میانی نیز مناسب دید.
پرسپولیس در لیگ شانزدهم درحالی که از سید جلال حسینی و محمد انصاری در بیشتر بازی‌ها بهره برد، توانست بهترین خط دفاعی لیگ آن سال، و بهترین خط دفاعی تاریخ لیگ برتر به‌همراه استقلال خوزستان با ۱۴ گل را ازآن خود کند.
محمد انصاری با پرسپولیس در لیگ برتر خلیج فارس ۹۶–۱۳۹۵ و سوپر جام ۱۳۹۶ به مقام قهرمانی دست یافت. همچنین وی با پرسپولیس به نیمه‌نهایی لیگ قهرمانان آسیا ۲۰۱۷ صعود کرد اما در نهایت از صعود به فینال این مسابقات بازماند.
همچنین محمد انصاری با پرسپولیس در لیگ برتر خلیج فارس ۹۷–۱۳۹۶ نیز به مقام قهرمانی دست یافت.
در نقل‌وانتقالات تابستانی فصل ۹۸–۱۳۹۷ او به پیشنهادهای دیگر تیم‌ها پاسخی نداد و در ۲۹ خرداد ۱۳۹۷، پس از دیدار و گفتگو با حمیدرضا گرشاسبی، قراردادش را با پرسپولیس به مدت سه سال تمدید کرد.
محمد انصاری در تاریخ نوزدهم آبان ماه ۱۳۹۷ در فینال لیگ قهرمانان آسیا دچار پارگی رباط صلیبی شد و ادامه فصل را از دست داد. او پس از مصدومیت و دوری از بازی‌ها، سرانجام در تاریخ ۲۷ اسفند ۱۳۹۹ قرارداد خود را با پرسپولیس فسخ کرد و از این تیم جدا شد.

### مس رفسنجان
انصاری در تاریخ ۲۹ اسفند ۱۳۹۹ به تیم فوتبال مس رفسنجان پیوست.
محمد انصاری در روز ۱۹ خرداد ماه ۱۴۰۲ رسما از دنیای فوتبال خداحافظی کرد‌.و برای دوره های مربیگری ثبت نام کرد

## آمار باشگاهی
| باشگاه              | دسته                | فصل                 | لیگ  | لیگ | جام حذفی | جام حذفی | آسیا | آسیا | دیگر | دیگر | مجموع | مجموع |
| باشگاه              | دسته                | فصل                 | بازی | گل  | بازی     | گل       | بازی | گل   | بازی | گل   | بازی  | گل    |
| ------------------- | ------------------- | ------------------- | ---- | --- | -------- | -------- | ---- | ---- | ---- | ---- | ----- | ----- |
| استقلال             | لیگ برتر            | ۹۲–۱۳۹۱             | ۰    | ۰   | ۰        | ۰        | ۰    | ۰    | –    | –    | ۰     | ۰     |
| مجموع استقلال       | مجموع استقلال       | مجموع استقلال       | ۰    | ۰   | ۰        | ۰        | ۰    | ۰    | –    | –    | ۰     | ۰     |
| فجرسپاسی            | لیگ برتر            | ۹۲–۱۳۹۱             | ۳    | ۰   | ۲        | ۰        | –    | –    | –    | –    | ۵     | ۰     |
| فجرسپاسی            | لیگ برتر            | ۹۳–۱۳۹۲             | ۱۹   | ۱   | ۰        | ۰        | –    | –    | –    | –    | ۱۹    | ۱     |
| مجموع فجر سپاسی     | مجموع فجر سپاسی     | مجموع فجر سپاسی     | ۲۲   | ۱   | ۲        | ۰        | –    | –    | –    | –    | ۲۴    | ۱     |
| شهرداری تبریز       | لیگ ۱               | ۹۴–۱۳۹۳             | ۲۰   | ۰   | ۰        | ۰        | –    | –    | –    | –    | ۲۰    | ۰     |
| مجموع شهرداری تبریز | مجموع شهرداری تبریز | مجموع شهرداری تبریز | ۲۰   | ۰   | ۰        | ۰        | –    | –    | –    | –    | ۲۰    | ۰     |
| پرسپولیس            | لیگ برتر            | ۹۵–۱۳۹۴             | ۲۰   | ۱   | ۲        | ۰        | –    | –    | –    | –    | ۲۲    | ۱     |
| پرسپولیس            | لیگ برتر            | ۹۶–۱۳۹۵             | ۲۸   | ۰   | ۱        | ۰        | ۶    | ۰    | –    | –    | ۳۵    | ۰     |
| پرسپولیس            | لیگ برتر            | ۹۷–۱۳۹۶             | ۲۶   | ۱   | ۲        | ۰        | ۱۲   | ۰    | ۱    | ۰    | ۴۱    | ۱     |
| پرسپولیس            | لیگ برتر            | ۹۸–۱۳۹۷             | ۷    | ۰   | ۱        | ۱        | ۵    | ۰    | ۰    | ۰    | ۱۳    | ۱     |
| پرسپولیس            | لیگ برتر            | ۹۹–۱۳۹۸             | ۱۷   | ۰   | ۳        | ۰        | ۱    | ۰    | ۰    | ۰    | ۲۱    | ۰     |
| پرسپولیس            | لیگ برتر            | ۰۰–۱۳۹۹             | ۱    | ۰   | ۱        | ۰        | ۰    | ۰    | ۰    | ۰    | ۲     | ۰     |
| مجموع پرسپولیس      | مجموع پرسپولیس      | مجموع پرسپولیس      | ۹۹   | ۲   | ۱۰       | ۱        | ۲۴   | ۰    | ۱    | ۰    | ۱۳۴   | ۳     |
| مس رفسنجان          | لیگ برتر            | ۰۰–۱۳۹۹             | ۸    | ۰   | ۰        | ۰        | –    | –    | –    | –    | ۸     | ۰     |
| مجموع مس رفسنجان    | مجموع مس رفسنجان    | مجموع مس رفسنجان    | ۸    | ۰   | ۰        | ۰        | –    | –    | –    | –    | ۸     | ۰     |
| مجموع آمار          | مجموع آمار          | مجموع آمار          | ۱۴۹  | ۳   | ۱۲       | ۱        | ۲۴   | ۰    | ۱    | ۰    | ۱۸۶   | ۴     |

- پاس گل

| فصل     | تیم        | پاس گل |
| ------- | ---------- | ------ |
| ۹۳–۱۳۹۲ | فجر سپاسی  | ۱      |
| ۹۵–۱۳۹۴ | پرسپولیس   | ۱      |
| ۹۶–۱۳۹۵ | پرسپولیس   | ۱      |
| ۹۷–۱۳۹۶ | پرسپولیس   | ۲      |
| ۹۸–۱۳۹۷ | پرسپولیس   | ۰      |
| ۹۹–۱۳۹۸ | پرسپولیس   | ۰      |
| ۰۰–۱۳۹۹ | پرسپولیس   | ۰      |
| ۰۰–۱۳۹۹ | مس رفسنجان | ۰      |
| مجموع   | مجموع      | ۵      |

## دوران ملی

### جوانان ایران
او ۸ بازی برای تیم ملی فوتبال جوانان ایران انجام داده و موفق شد یک گل هم بزند.

### امید ایران
وی سابقه بازی در تیم ملی فوتبال امید ایران را با ۶ مسابقه رسمی دارد.

### ایران

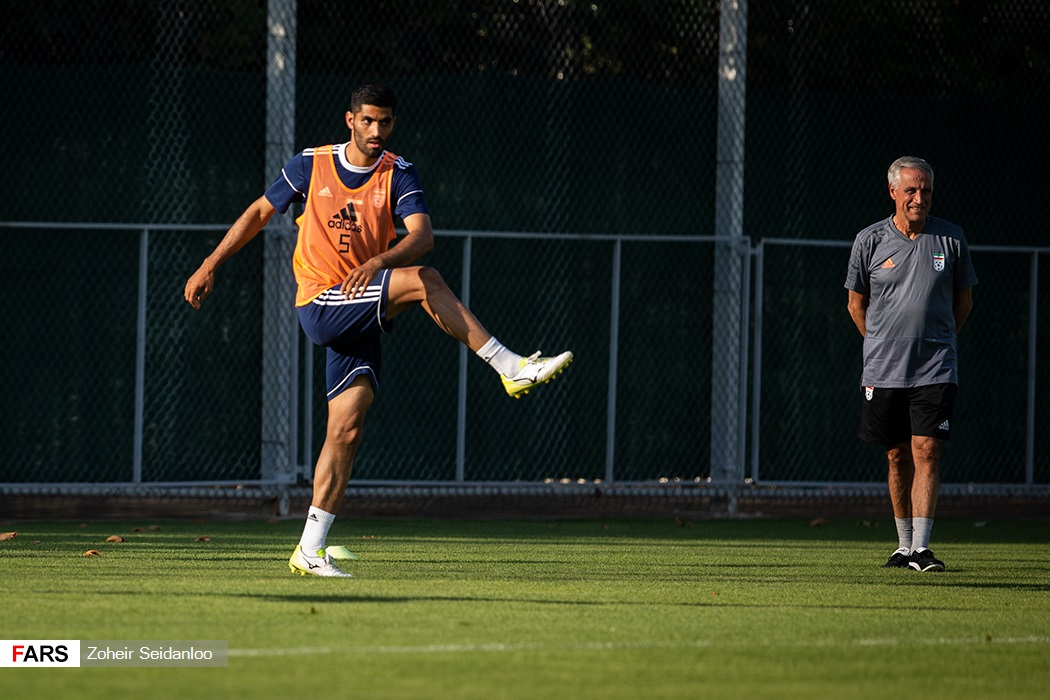
انصاری در تمرین تیم فوتبال ایران در سال ۲۰۱۹

محمد انصاری برای نخستین‌بار توسط کارلوس کی‌روش به تیم ملی فوتبال ایران دعوت شد؛ او همچنین برای نخستین‌بار برای تیم ملی، در مقابل پاپوا گینه‌نو (بازی دوستانه) به‌میدان رفت، اما نخستین بازی رسمی او مقابل کره جنوبی بود. تیم ملی فوتبال ایران در اولین حضور او توانست بازی را بدون گل خورده به‌پایان برساند و عملکرد انصاری در این مسابقه بسیار خوب بود. او پس از آن دیگر توسط کیروش به تیم ملی دعوت نشد.

## آمار ملی

### بازی‌های ملی
| ایران | ایران | ایران |
| سال   | بازی  | گل    |
| ----- | ----- | ----- |
| ۲۰۱۶  | ۱     | ۰     |
| ۲۰۱۷  | ۲     | ۰     |
| ۲۰۱۸  | ۱     | ۰     |
| مجموع | ۴     | ۰     |

## مصدومیت
انصاری در فینال لیگ قهرمانان سال ۲۰۱۸ در بازی برابر کاشیما آنتلرز ژاپن دچار پارگی رباط صلیبی شد و این مصدومیت باعث دوری بلند مدت از میادین و پایانی بر دوران اوج این ستاره سرخ‌ها شد.

## زندگی شخصی
او بنیان‌گذار مدرسه فوتبال شهید ابراهیم هادی بوده و بخشی از هزینه چاپ جلد دوم کتاب سلام بر ابراهیم( زندگی نامه ابراهیم هادی) را پرداخت کرده‌است.

## افتخارات

### باشگاهی
- پرسپولیس

لیگ برتر
- قهرمانی در لیگ برتر:(۴بار) ۹۶–۱۳۹۵، ۹۷–۱۳۹۶، ۹۸–۱۳۹۷ ۹۹–۱۳۹۸
- نایب قهرمانی در لیگ برتر: ۹۵–۱۳۹۴

جام حذفی
- قهرمانی در جام حذفی: ۹۸–۱۳۹۷

سوپر جام
- قهرمانی در سوپر جام: ۱۳۹۶، ۱۳۹۷، ۱۳۹۸

لیگ قهرمانان آسیا
- نایب قهرمانی لیگ قهرمانان آسیا ۲۰۱۸ و ۲۰۲۰

### فردی
- مرد اخلاق فوتبال ایران: ۲[۲۷][۲۸]